# دانشگاه ریدینگ
دانشگاه ریدینگ (به انگلیسی: University of Reading) یک دانشگاه تحقیقاتی دولتی در ریدینگ واقع در بارکشر انگلستان است که در سال ۱۹۲۶ میلادی بنیان‌نهاده شده‌است.

## تاریخچه دانشگاه
دانشگاه ریدینگ که در قرن نوزدهم به‌عنوان کالج توسعه‌ای دانشگاه آکسفورد ظاهر شد، با دریافت منشور سلطنتی در سال ۱۹۲۶ استقلال یافت. این دانشگاه با نقاط عطف تاریخی از جمله انتصاب ادیت مورلی به‌عنوان اولین استاد زن بریتانیا، نقش مهمی در ایجاد زمینه های جدید در حوزه دانشگاهی داشته است. علاوه بر این، دوران تصدی لرد ولفندن، یک مبارز برجسته اصلاحات اجتماعی، به عنوان معاون، نشان‌دهنده دوره مهمی در تاریخ دانشگاه است.

## شعبات دانشگاه
دانشگاه ریدینگ سه شعبه رسمی در بریتانیا دارد: Whiteknights، London Road و Greenlands. شعبه اصلی، Whiteknights، در ۱۳۰ هکتار شهرک زیبا قرار دارد. شعبه London Road به‌عنوان پایگاه مؤسسه آموزش و از سپتامبر ۲۰۱۶، مدرسه تازه تاسیس معماری مشهور است.
علاوه‌بر شعبات مستقر در انگلستان، این دانشگاه با تأسیس دانشگاه ریدینگ مالزی در سال ۲۰۱۵ دامنه فعالیت خود را در سطح جهانی گسترش داده‌است.

## پژوهش
دانشگاه ریدینگ میزبان بیش از ۱۹۰۰۰ دانشجو از ۱۵۰ کشور مختلف است. این دانشگاه طیف گسترده‌ای از برنامه‌های دانشگاهی را ارائه می دهد که ۲۵۰ دوره کارشناسی و ۱۵۰ دوره کارشناسی ارشد و دکترای تخصصی را دربرمی‌گیرد. تعهد دانشگاه به تدریس با کیفیت بالا در نرخ اشتغال ۹۴ درصدی فارغ‌التحصیلان در طی شش ماه پس از فارغ‌التحصیلی آشکار می‌شود، و میزان رضایت دانشجویان ۸۹ درصد است.
تلاش‌های تحقیقاتی و پژوهشی دانشگاه ریدینگ مورد تحسین بین‌المللی قرار گرفته است. مجموعه تحقیقاتی این موسسه شامل کمک‌های قابل‌توجهی در درک و پرداختن به چالش‌های مهم جهانی است که شامل تغییرات آب و هوا، امنیت غذایی، تغذیه نامناسب و بیماری می‌شود.

## دانشکده کسب‌وکار هنلی
دانشکده کسب‌وکار هنلی (انگلیسی: Henley Business School) بخشی جدایی‌ناپذیر از دانشگاه ریدینگ است و به دلیل دوره‌های قوی کسب‌وکار و مدیریت مشهور است. این دانشکده یکی از معدود دانشکدهای کسب‌وکار در سراسر جهان است که دارای اعتبار سه‌گانه از معتبرترین  نهادهای اعتباربخشی بین‌المللی است: انجمن پیشروی دانشکده‌های کسب‌وکار دانشگاهی (AACSB)، انجمن کارشناسی‌ارشد مدیریت کسب‌وکار (AMBA) و سیستم بهبود کیفیت اروپا (EQUIS).
این اعتبار سه گانه بر تعهد دانشکده به ارائه آموزش با کیفیت بالا و تعهد آن به بهبود مستمر تأکید می کند.
دانشکده هنلی طیف گسترده‌ای از برنامه‌ها، از جمله دوره‌های کارشناسی، کارشناسی‌ارشد MBA و دکترا PhD، را ارائه می‌دهد. برنامه کارشناسی‌ارشد MBA این دانشکده به‌طور مداوم در بین برترین‌های جهان قرار گرفته‌است. شرکت‌های جهانی اغلب از فارغ‌التحصیلان MBA این دانشکده برای توسعه حرفه‌ای تیم‌های رهبری خود استفاده می‌کنند.  
پژوهش‌های علمی این دانشکده در سطح بین‌المللی شناخته شده‌است و به درک شیوه‌های کسب‌وکار و مدیریت جهانی کمک می‌کند. این مدرسه میزبان چندین مرکز تحقیقاتی است که به حوزه‌های مختلف کسب‌وکار و مدیریت اختصاص دارند، از جمله مرکز هنلی برای کارآفرینی و مرکز هنلی برای رهبری.
دانشکده کسب‌وکار هنلی دارای یک شبکه فارغ‌التحصیلان گسترده و متنوع است که فارغ‌التحصیلان دارای موقعیت‌های رهبری در بخش‌های مختلف در سراسر جهان هستند. شهرت مدرسه، همراه با شبکه قوی فارغ‌التحصیلان، فرصت های شبکه‌سازی قابل‌توجهی را به دانش‌آموزان ارائه می‌دهد و آینده شغلی آن‌ها را افزایش می‌دهد.

## رتبه‌بندی
```
The Guardian = ۳۲
Times/Sunday Times = ۳۱
```